# Lucjan bohar
Lucjan dwuplamy, lucjan bohar (Lutjanus bohar) - gatunek promieniopłetwej ryby z rodziny lucjanowatych, zamieszkujący wody rejonu indopacyficznego, w tym Morze Czerwone. Osiąga długość do 90 cm i masę do 12,5 kg. Żywi się głównie rybami, czasem skorupiakami.